# Giuseppe Francesco Baruffi
Giuseppe Francesco Baruffi (Mondovì, 15 ottobre 1801 – Torino, 12 marzo 1875) è stato un presbitero, scrittore e naturalista italiano, deputato del Regno di Sardegna, consigliere comunale di Torino e docente universitario.

## Biografia

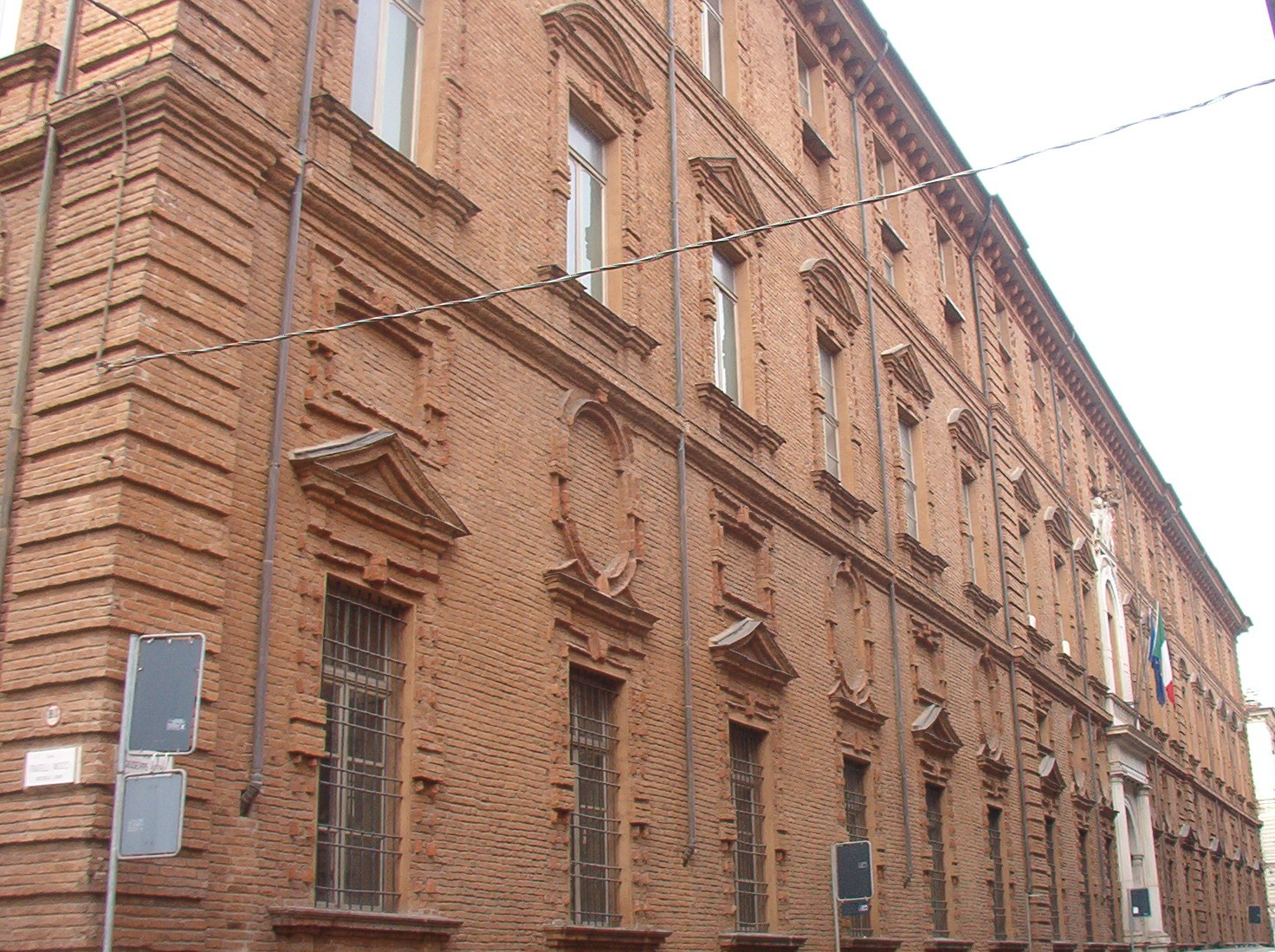
Torino: Palazzo dell'Università. Qui Baruffi insegnò dal 1833 al 1862.

Nacque nel 1801 nel rione Pian della Valle di Mondovì dal notaio Pietro e da Margherita Canale (cugina del medico monregalese Michele Gastone che fu attivo nelle società segrete piemontesi risorgimentali del periodo preunitario in preparazione dei successivi moti); compì i primi studi nella città natale ove, imitando un insegnante di filosofia, insieme con alcuni compagni, iniziò a raccogliere esemplari della flora del luogo. Si trasferì poi a Torino per intraprendere gli studi universitari e, prima ancora di completarli, entrò in seminario e nel 1824 fu ordinato sacerdote. 
Due anni dopo, nel 1826, Baruffi fu nominato professore di filosofia e cominciò ad insegnare. Nel 1833 divenne docente di aritmetica e geometria all'Università di Torino, incarico che conservò per quasi trent'anni, sino al 1862, quando fu collocato a riposo, forse anche per intrighi politici.. 
Nel 1849 i concittadini di Mondovì lo elessero alla Camera dei deputati, organo legislativo che, insieme con il Senato Subalpino, formava il Parlamento di quello Stato, ma Baruffi diede le dimissioni dopo solo due mesi perché poco portato alle battaglie politiche. Nello stesso anno divenne un solerte consigliere comunale di Torino, carica che mantenne sino al 1875, anno della sua morte a settantaquattro anni di età. In tale ufficio, si impegnò nella promozione di interventi assistenziali per i ceti più disagiati e a favorire il risanamento urbanistico della città sabauda.
Con i suoi saggi, prevalentemente divulgativi, Baruffi diede un contributo apprezzabile alla diffusione della cultura scientifica del tempo. Caldeggiò l'utilizzo del gas per l'illuminazione pubblica in un saggio del 1838. Fu un convinto assertore dell'utilità di procedere al taglio dell'istmo di Suez appoggiando il progetto del Lesseps e a questo progetto dedicò un saggio pubblicato nel 1857. Scrisse su questo argomento anche a Jules Barthélemy-Saint-Hilaire, membro della commissione sul grande progetto ingegneristico,  corrispondendo anche con il medico Antoine Barthélémy Clot (1743-1868), vissuto molti anni in Egitto. Annunciò anche l'imminente apparizione della cometa di Halley ("veduta a Torino il 30 giugno 1861") e ne scrisse all'astronomo Giovanni Plana.
Scrisse ai botanici Luigi Colla, Matthieu Bonafous (30 lettere a quest'ultimo) e al biologo (figlio dell'imperatore) Carlo Luciano Bonaparte. 
Morì a Torino nel 1875, paralizzato e in condizioni di povertà.
È stato dedicato al suo nome l'Istituto tecnico commerciale e per geometri di Mondovì
Una parte del suo epistolario (c. 650 lettere) è conservata nel Fondo Baruffi della Biblioteca di Storia e Cultura del Piemonte "Giuseppe Grosso" di Torino.
Ad ogni estate il Baruffi, per quasi trent'anni, percorse a piedi mezza Europa per partecipare a congressi, conoscere studiosi, novità scientifiche e culturali, usi e costumi. Espose tutto in lunghi Letteroni raccolti in più volumi di Peregrinazioni autunnali ricchi di annotazioni. (1840-42) In una lettera ad esempio, parla di una interessante passeggiata da Torino a Mondovì "piena d'interesse", (Passeggiate dintorni di Torino, 15 opuscoli, 1853-1861). 
In un'altra confida con quale animo si mettesse in viaggio per le strade di Germania, Danimarca, Ungheria, Francia, Russia, Grecia, Turchia, Egitto. Senza pretese di eleganza divulgò la cultura scientifica e tecnica (ferrovie, navigazione a vapore, il telegrafo...). Fu amico e corrispondente di Giordani, Cantù, Cesare Balbo, Gioberti, d'Azeglio, e suo fratello Roberto, inoltre anche con André-Marie Ampère, Cousin, de Lamartine, Adolphe Thiers.
(Giuseppe Baruffi, Pellegrinazioni autunnali ed opuscoli, I pagg. 399-490)

## Opere pubblicate
- Cenni d'una peregrinazione da Torino a Londra, 1835
- Della imminente apparizione della gran cometa d'Halley, 1835
- Lezione di chimica elementare sull'illuminazione a gaz, 1838
- Pellegrinazioni autunnali ed opuscoli, 1840-1842
- Sull'oppio. Memoria, 1851
- Passeggiate nei dintorni di Torino, 1853-1855
- Prelezione sul progresso rurale nel 1850 letta all'anno decimo del corso di fisica applicata all'agricoltura ed all'economia domestica dal prof. Cavaliere Baruffi, 1852
- L'Istmo di Suez. Lezione popolare, 1857
- Pellegrinazioni e passeggiate autunnali nell'anno 1861. Guida nella valle di Susa e Bardonnèche al traforo delle Alpi, 1862
- Di alcuni recenti progressi delle scienze fisiche, delle loro applicazioni e specialmente delle pubbliche comunicazioni. Orazione del professore G. F. Baruffi nella solenne inaugurazione degli studi nel R. Ateneo torinese per l'anno scolastico 1862-63, 1862
- Saluzzo-Manta-Verzuolo nell'ottobre dell'anno 1863. Passeggiata autunnale, dopo il 1863
- Sull'Istmo di Suez. Lettera del prof. G. F. Baruffi al dott. Giuseppe Pitrè, 1869